# Røde Microphones
Røde Microphones ( /ˈroʊd/ ; stylisé RØDE) est une société australienne de technologie audio spécialisée dans la conception et la fabrication de microphones, de casques, d'interfaces audio et de logiciels audio. La gamme de produits de la société se concentre sur des applications telles que l'enregistrement de musique, les enregistrements sonores sur site, la diffusion et le podcasting, la réalisation de films et la création de contenu, pour les marchés grand public, producteur et professionnel.
RØDE est la marque phare du groupe Freedman, créé en 1967 sous le nom de Freedman Electronics. Au fil des années, le groupe Freedman s'est développé grâce à l'acquisition de plusieurs sociétés audio, notamment SoundField, APHEX, Event Electronics et Mackie. La société a son siège social à Sydney, en Australie, et maintient une présence mondiale avec des bureaux dans des régions clés, notamment aux États-Unis et en Chine. RØDE exporte ses produits dans 119 pays à travers le monde.

## Histoire

### Freedman Electronics
Freedman Electronics a été fondée en 1967 par Henry Freedman et sa femme, Astrid Freedman.
Originaire de Londres, Henry Freedman s'installe à Stockholm, avec sa femme. Alors qu'il travaille comme ingénieur en chef pour une société de télécommunications, Freedman propose ses services en dehors des heures de bureau pour un agent local représentant le fabricant allemand « Dynacord », qui conçoit des appareils audio pour les professionnels.

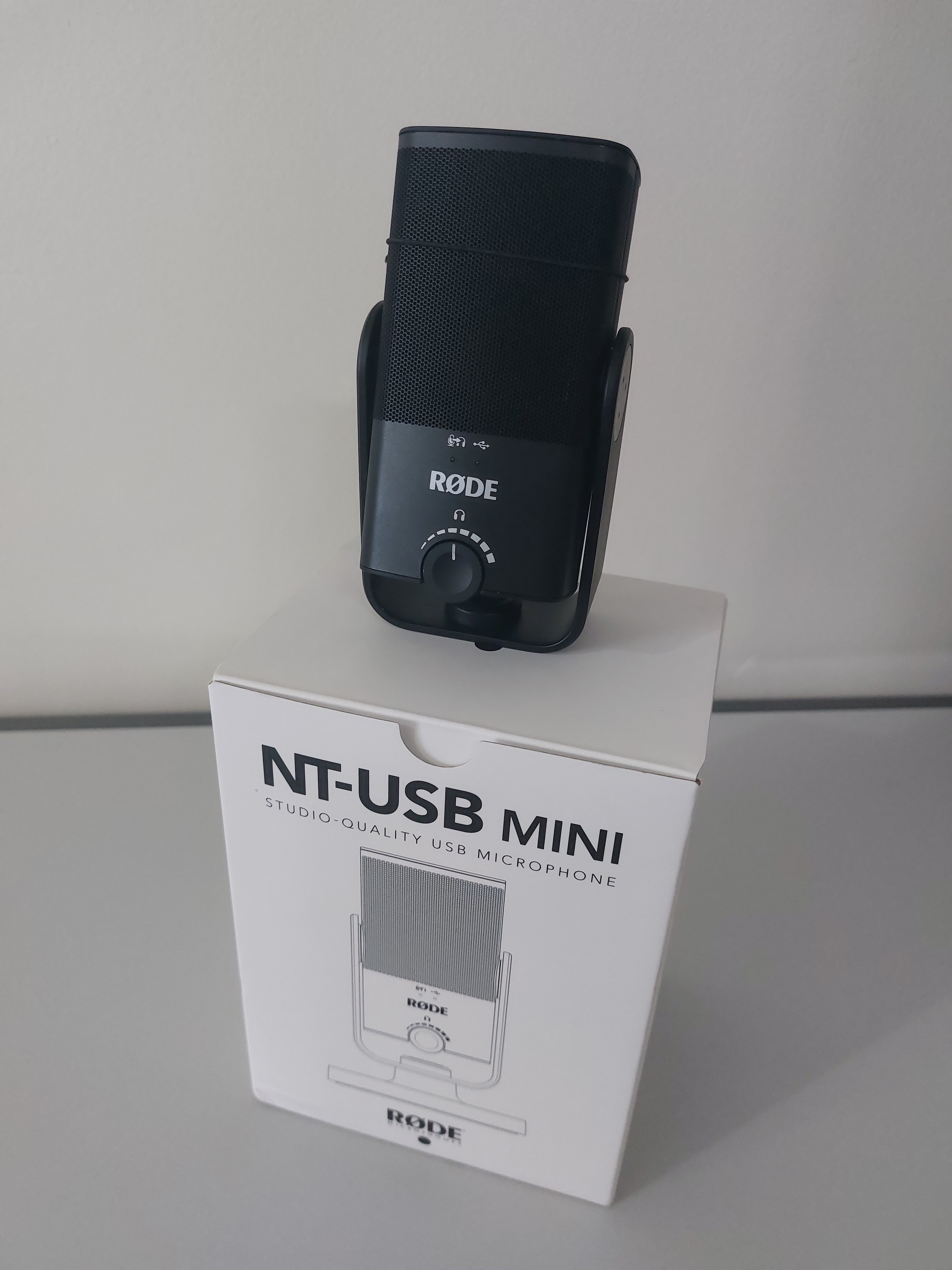
Le Røde NT-USB Mini, microphone grand public.

Finalement, il obtient les droits de distribution en Australie pour vendre la marque, ce qui les conduits, lui, sa femme et son fils, à émigrer en Australie en 1966.
En établissant un magasin dans la banlieue d'Ashfield près de Sydney, Freedman Electronics est devenue l'une des premières entreprises de la ville à concevoir, fabriquer, installer et entretenir des produits audio, tels que des haut-parleurs, des amplificateurs et des microphones.
Peter Freedman prend les reines de l'entreprise familiale après le décès de son père Henry en 1987. Peter a réalisé des investissements substantiels dans l’expansion des services d’installation sonore de Freedman Electronics. Cependant, son expérience commerciale limitée, combinée aux conditions économiques difficiles de la fin des années 1980, ont presque poussé l'entreprise à la faillite et ont laissé Peter accablé par une dette financière importante.

### Origines de RØDE
À l’aube des années 1990, Freedman Electronics a été confronté à des défis financiers qui ont incité Peter Freedman à chercher une solution. Alors qu’il explorait d’autres projets, il s’est souvenu d’un microphone à condensateur à large diaphragme qu’il avait rencontré une décennie plus tôt lors d’un salon professionnel en Chine. Après avoir évalué l’intérêt du marché local, il a importé 20 de ces microphones. 
Le microphone modifié a connu un succès immédiat. Cette reconnaissance a donné naissance au surnom informel « RODENT-1 » pour le microphone, qui a ensuite été rebaptisé RØDE NT1, établissant ainsi la marque RØDE Microphones. L'ajout du caractère « Ø » rend hommage à l'héritage scandinave de la famille Freedman et confère une touche européenne à la marque.